# Edvard Diderik Ehlers
Eduard Diderik Ehlers, född 19 oktober 1812 i Roskilde, död 27 mars 1893 i Köpenhamn, var en dansk ingenjör. Han var far till Edvard Ehlers.
Ehlers blev student 1830 och avlade polyteknisk examen i tillämpad naturvetenskap 1835 och anställdes samma år som fullmäktig vid Mønten i Köpenhamn. Han företog en längre utlandsresa 1837–1839 och blev efter sin hemkomst fabriksinspektör i Altona, där han stannade till 1846, då han utnämndes till kommitterad i General-Toldkamret och Kommercekollegiet. År 1851 konstituerades han som fabriksdirektör under inrikesministeriet och kom därigenom att utöva tillsyn över Den Kongelige Porcelænsfabrik. Han var nära knuten till Danmarks Industri, under lång tid som föreståndare för Frederiksværk, och blev därigenom ordförande för Industriforeningen i Köpenhamn (1851–1852) och som ordförande för den efter dåtida förhållanden stora industriutställningen på Christiansborgs slotts ridbana 1852. Han var även ordförande för den kommission, som utarbetade förslaget till 1863 års tullag. 
Sin största betydelse fick Ehlers emellertid som teknisk borgmästare i Köpenhamn under inte mindre än 27 år (1858–1885). Under denna tid, då staden fördubblade sin befolkning, skedde utvecklades den till storstad. Trots att Nørreport rivits 1856 var staden ännu helt omgiven av vallar och vallgravar. Gasbelysning hade börjat införas 1857, men vattenverket, vilket varit under byggnad under några år, hade ännu inte tagits i bruk. Mycket återstod således att göra och under hans ledning började kloaksystemet anläggas 1859, Gammelholm började bebyggas (den första tomten såldes 1861), den första spårvägstrafiken startades 1863, hamnen började byggas ut 1865, fästningsområdet övertogs, enligt lag av 1867, av Köpenhamns kommun 1869 för bebyggelse, den ombyggda Knippelsbro öppnades 1869. Ehlers var även ordförande i byggnadskommissionen och på senare år även ledamot av hamnrådet. 
Efter att han 1872 varit kommissarie vid den stora nordiska utställningen i Köpenhamn blev han konferensråd (etatsråd hade han blivit 1852).

## Utmärkelser
- Riddare av Dannebrogorden,  1847[1]
- Dannebrogsmännens hederstecken,  1861[1]
- Kommendör av Dannebrogorden,  1882[1]
- Kommendör av första graden av Dannebrogorden,  1885[1]

[Redigera Wikidata]